# Tatsuya Ito
Tatsuya Ito (Tokio, 26 de junio de 1997) es un futbolista japonés que juega de delantero en el Kawasaki Frontale de la J1 League.

## Trayectoria
El 24 de septiembre de 2017 hizo su debut en la Bundesliga con el primer equipo del Hamburgo S. V. en un encuentro contra el Bayer Leverkusen a falta de 8 minutos para el final. En total ha jugado 20 partidos en los que dio 3 asistencias y dejando detalles de calidad. A final de temporada tras el descenso del equipo, el internacional sub-21 con Japón aceptó la propuesta de quedarse con el equipo del norte de Alemania.

## Clubes
| Club                         | País     | Año       |
| ---------------------------- | -------- | --------- |
| Hamburgo S. V. II            | Alemania | 2016-2017 |
| Hamburgo S. V.               | Alemania | 2017-2019 |
| Sint-Truidense               | Bélgica  | 2019-2023 |
| 1. F. C. Magdeburgo (cedido) | Alemania | 2022-2023 |
| 1. F. C. Magdeburgo          | Alemania | 2023-2025 |
| Kawasaki Frontale            | Japón    | 2025-     |